# FreeOTFE

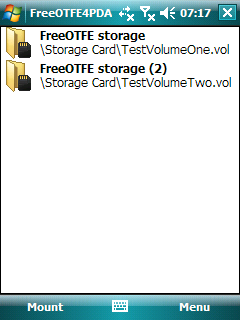
FreeOTFE4PDA

FreeOTFE — це вільна безкоштовна програма з відкритим кодом, призначена для шифрування «на льоту». Існують версії для операційних систем MS Windows (2000/XP/Vista/Windows 7 (як 32-бітних, так і 64-бітних), а також «FreeOTFE4PDA» — для Windows Mobile (Windows Mobile 2003/2005 і Windows Mobile 6 та пізніших версій). Програма допомагає створити віртуальний зашифрований логічний диск, перед записом на який дані автоматично шифруються.
Офіційну розробку й підтримку припинено. Автор програми — Сара Дін (Sarah Dean), спеціаліст по криптографії, зникла в 2011 році. На даний момент немає ніякої достовірної інформації про її долю.

## Походження назви
FreeOTFE — скорочення від Free On-The-Fly disk Encryption (англ. вільне шифрування диска «на льоту»).

## Огляд
FreeOTFE був спочатку випущений Сарою Дін в 2004, і був першою системою шифрування з відкритим вихідним кодом, яка забезпечила модульну архітектуру, що дозволяє третім сторонам при необхідності реалізувати додаткові алгоритми.
Це програмне забезпечення сумісне з зашифрованими томами Linux (наприклад LUKS, cryptoloop, dm-crypt), дозволяє вільно читати і записувати дані, зашифровані під Linux.
У версії 4.0 була введена додаткова двофакторна автентифікація з використанням смарт-картки та/або модулів безпеки апаратних засобів (HSM) використовуючи стандарт PKCS#11 (Cryptoki), розроблений лабораторіями RSA.
FreeOTFE також дозволяє створювати будь-яку кількість «прихованих томів», є можливість шифрування всього розділу або диска.
Для використання FreeOTFE (крім FreeOTFE Explorer) в середовищі Windows 7 і новіших версій, які вимагають підписання драйверів, необхідно перевести операційну систему в тестовий режим підпису драйверів, що досить просто здійснити, в іншому випадку драйвера програми не можуть бути встановлені.
Також FreeOTFE може корректно функціонувати й на більш нових версіях Windows: від Windows 8 до Windows 10 Pro Build 17763 (180914).

## Портативний режим і FreeOTFE Explorer

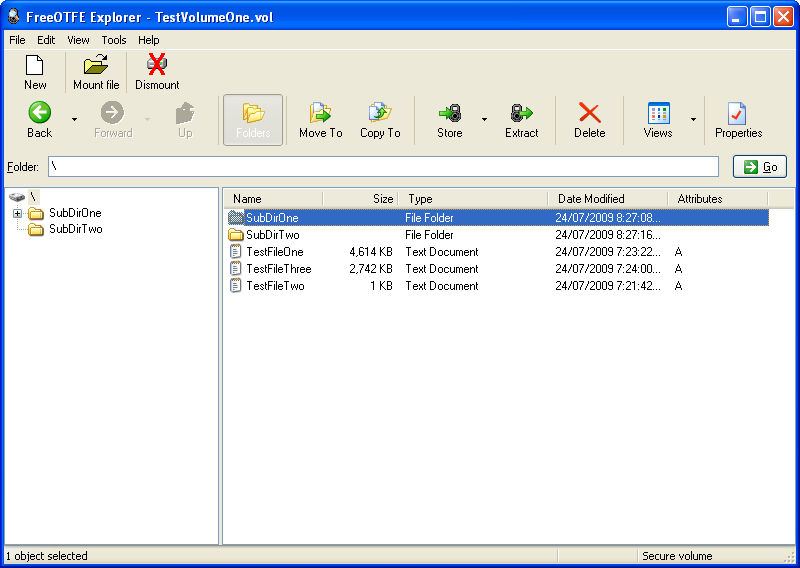
FreeOTFE Explorer

FreeOTFE може використовуватися в «портативному режимі», який дозволяє зберігати програму на USB флеш-накопичувачі або іншому портативному пристрої разом з зашифрованими даними. Це дозволяє монтувати розділи і отримувати доступ до зашифрованих даних через віртуальний диск без установки повної програми. Використання цього режиму вимагає установки драйвера для створення віртуального диска, і як наслідок необхідні права адміністратора.
FreeOTFE Explorer дозволяє зашифрованим дискам використовуватися без установки драйвера і без прав адміністратора.
FreeOTFE Explorer не забезпечує шифрування «на льоту», а працює як архіватор, дозволяює зберігати і використовувати файли з зашифрованих образів диска.

## Алгоритми

### Алгоритми шифрування
| - AES - Blowfish - CAST5 / CAST6 - DES / 3DES | - MARS - RC6 - Serpent - Twofish |

### Алгоритми хеш
| - MD2 - MD4 - MD5 - RIPEMD-128 | - RIPEMD-160 - SHA-1 - SHA-224 - SHA-256 | - SHA-384 - SHA-512 - Tiger - Whirlpool |

## Припинення розробки і подальша доля проекту
Остання стабільна версія FreeOTFE була випущена в лютому 2010 року. Автор програми, Сара Дін, несподівано зникла з поля зору в середині 2011 року, переставши відповідати на листи, що надсилаються на її поштову скриньку. До кінця року її особистий сайт пішов в офлайн, а в 2013 був розделегований домен сайту проекту. На даний момент обидва домену зайняті невідомим кіберсквотером.
Донині немає ніякої достовірної інформації про те, що ж відбулося насправді, так само як і про те, чи жива сама Сара, і якщо так — з якої причини вона вирішила припинити розробку. Деякі користувачі вважають, що її зникнення якимось чином пов'язане з раптовим припиненням розробки і зникненням авторів TrueCrypt'а, ще одного відомого продукту для шифрування даних.
У червні 2014 року на Github з'явився форк FreeOTFE — DoxBox, який в травні 2015 було перейменовано в LibreCrypt, в якому заявлена підтримка Windows Vista і Windows 7, а також виправлення деяких помилок, виявлених у коді вихідного проекту.